# División de Khulna
Khulna es una de las ocho divisiones administrativas de Bangladés. Está situada en el suroeste del país. Su capital es Khulna. Otras ciudades importantes son Barisla, Bhola, Chalna Port, Chuadanga, Jessore y Patuakhali.
Khulna limita con la división de Rajshahi al norte, la de Daca y Chittagong al este, el golfo de Bengala al sur e India al oeste.
Parte del río Ganges está en el norte de la región. Otros ríos importantes son el río Maghumait, el río Bhairab y el río Kabadak. La región tiene varias islas en el golfo de Bengala.
Tiene una superficie de 22.181 km², que en términos de extensión es similar a la de Belice.

## Subdivisiones
Sus zilas o distritos son Khulna, Shatkhira, 
Bagerhat, Jessore, Narail, Magura, Jhenaidah, Chuadanga, Kushtia y Meherpur, 
- Datos: Q501696
- Multimedia: Khulna Division / Q501696